# 劉興 (北海王)
劉 興（りゅう こう、生年不詳 - 64年）は、後漢の皇族。北海靖王。

## 経歴
劉縯の次男として生まれた。26年（建武2年）、魯王に封じられ、光武帝の兄の劉仲の後を嗣いだ。37年（建武13年）、魯公に降封された。39年（建武15年）、試みに緱氏県令を代行した。劉興は知謀に明るく、人の訴えを良く聞いたことから、名声を得た。弘農太守に転じ、やはり善政で知られた。太守として政事をみること4年、引退を願い出た。洛陽に召還されて、奉朝請とされた。43年（建武19年）、魯王に進められた。51年（建武27年）、はじめて魯国に下向した。52年（建武28年）、魯国が東海国に編入され、このため劉興は北海王に徙封された。
56年（建武中元元年）2月、光武帝が東巡して泰山に詣でると、劉興は東嶽で参朝した。63年（永平6年）1月、明帝のもとに参朝した。64年（永平7年）8月戊辰、劉興は死去した。
子の劉睦が後を嗣ぎ、北海王として立った。

## 子女
- 北海敬王 劉睦（後嗣）
- 臨邑侯 劉復

57年（建武中元2年）、さらに劉興の2子が県侯に封じられた。

## 伝記資料
- 『後漢書』巻14 列伝第4